# Troféu Parangolé
Troféu Parangolé, Prêmio Parangolé ou simplesmente Parangolé foi uma premiação extra-oficial do carnaval do Rio de Janeiro, entregue à carnavalescos  dos grupos de acesso A e B do carnaval carioca. Foi organizada pela Secretaria Municipal de Cultura do Rio de Janeiro, com o objetivo de premiar ações de arte presentes nos desfiles das escolas de samba da cidade. O prêmio teve apenas duas edições, realizadas nos carnavais de 2007 e 2008.
A premiação fez parte do conjunto de ações "Carnaval: uma arte carioca", projeto da Prefeitura do Rio de Janeiro que visa o estímulo à formação de uma nova geração de carnavalescos, a coordenação do julgamento das escolas de samba dos grupo de base, e o estímulo ao desenvolvimento de linguagem própria.
Além do troféu da premiação, os carnavalescos vencedores participaram de um curso de extensão desenvolvido em parceria com o Instituto de Artes da UERJ. Outra vertente da premiação é a exposição "Parangolhar", onde os carnavalescos puderam expor seus trabalhos. A exposição foi feita a partir de materiais reaproveitados dos barracões.
Apenas dois carnavalesco receberam o prêmio por duas vezes: Eduardo Gonçalves e Jorge Caribé. As escolas Arranco, Inocentes de Belford Roxo e Lins Imperial, tiveram seus carnavalescos premiados por duas vezes.

## Edições e vencedores

### 1.ª Edição (2007)
A primeira edição do Prêmio Parangolé foi realizada no carnaval do ano de 2007. O troféu da edição foi desenvolvido pelo artista plástico Cláudio Pedro de Lacerda Alves. Além do troféu, os carnavalescos ganharam um curso na UERJ, com duração de dezesseis semanas. O curso foi realizado com a orientação de críticos e artistas visuais. A cerimônia de premiação foi realizada no dia 29 de março de 2007, no Centro Cultural José Bonifácio.
Corpo de jurados da edição
- Mauricio Dias - Artista visual convidado para a Documenta de Kassel 2007
- Joel Girard - Representante da presidência do Centro Georges Pompidou para a América Latina
- Alberto Saraiva - Curador da Oi Futuro
- Marcio Botner - Galerista no espaço A Gentil Carioca
- Miguel Rio Branco - Fotógrafo e artista visual
- Chico Chaves - Diretor do departamento de artes da UERJ e Funarte
- Nelson Felix - Artista plástico
- Lula Rodrigues - Crítico de moda
- Miguel Vellinho - Diretor de teatro e Professor da UNI-Rio
- Paulo Venâncio - Crítico de arte e curador
- Denise Mattar - Curadora da Fundação Itaú Cultural
- Catherine Brigite Maras - Diretora de teatro francesa
- Sebastian Lopez - Diretor artístico da Fundação Daros Latinamérica

| Troféu Parangolé 2007                              | Troféu Parangolé 2007       | Troféu Parangolé 2007 |
| Carnavalesco premiado                              | Escola de samba             | Motivação |
| -------------------------------------------------- | --------------------------- | --- |
| André Marins                                       | União da Ilha do Governador | Pela interatividade com o público |
| Eduardo Gonçalves                                  | Lins Imperial               | Pelo grafismo nas alas dos índios, pelo uso das cores e pela ousadia e impacto visual da alegoria Kararaô (besouro) |
| Edward Moraes                                      | São Clemente                | Premiados pela coerência estética da obra |
| Fábio Santos                                       | São Clemente                | Premiados pela coerência estética da obra |
| Ilvamar Magalhães                                  | Arranco                     | Pelo designer das alegorias |
| Jorge Caribé                                       | Vizinha Faladeira           | Pela ousadia no uso de palhetas monocromáticas, inventividade no uso de materiais, funcionalidade leveza e visualidade das esculturas da comissão de frente                                                                    |
| Marcelo Andrade                                    | Paraíso do Tuiuti           | Pelo figurino da comissão de frente, pela visualidade da fantasia da bandeira do Brasil e pela opção das fantasias simples |
| Sérgio Silva; Léo Moraes; Ilana Xavier; Alice Arja | Renascer de Jacarepaguá     | Pelo trabalho de escultura apresentado na avenida - Work in Progress; pelo destaque com esplendor de balões infláveis – pesquisa de materiais; e pela comissão de frente integrada ao carro abre-alas – ousadia na performance |
| Wagner Gonçalves                                   | Inocentes de Belford Roxo   | Premiado pela sofisticação do efeito visual do movimento propiciado pela estrutura das saias das baianas, pelo bom uso das cores, pelas soluções de bom gosto e impacto visual                                                 |

### 2.ª Edição (2008)
A segunda, e última, edição do Prêmio Parangolé foi realizada no carnaval do ano de 2008. O troféu da edição foi desenvolvido pelo artista Zemog. Além do troféu, os carnavalescos ganharam um curso de extensão desenvolvido em parceria com o Instituto de Artes da UERJ. A cerimônia de premiação foi realizada no dia 28 de fevereiro de 2008, no Centro Cultural José Bonifácio.
Corpo de jurados da edição
- Maurício Dias - Artista plástico
- Joel Girard - Representante da presidência do Centro Georges Pompidou para a América Latina
- Roberto Conduru - Historiador de arte
- Eugenio Valdés Figueroa - Fundação Daros Latinamérica
- Isabella Rosado Nunes - Fundação Daros Latinamérica
- Cleusa Maria - Jornal Papel das Artes
- Dimitry Ovtchinnikoff - Fundação Daros Latinamérica
- Marcos Lontra - Secretário de Cultura de Nova Iguaçu
- Suzana Queiroga - Artista plástica

| Troféu Parangolé 2008 | Troféu Parangolé 2008     | Troféu Parangolé 2008                                                                                                  |
| Carnavalesco premiado | Escola de samba           | Motivação |
| --------------------- | ------------------------- | --- |
| Edson Pereira         | Unidos de Padre Miguel    | Coerência estética nas fantasias; diversidade de materiais; e originalidade no enredo                                  |
| Eduardo Gonçalves     | Lins Imperial             | Personalidade imaginativa; e subversão na construção do enredo                                                         |
| Fábio Ricardo         | Acadêmicos da Rocinha     | Elemento POP nas fantasias; palheta de cor; e esculturas infláveis do carro do candelabro                              |
| Flávio Campello       | União do Parque Curicica  | Cruzamento de idéias nas concepções das fantasias                                                                      |
| Guilherme Alexandre   | Boi da Ilha do Governador | Utilização de material alternativo, com grande rendimento plástico visual (Baianas confeccionadas com sacos plásticos) |
| Jorge Caribé          | Inocentes de Belford Roxo | Palheta de cor; audácia na escala dos carros; e estética africana inusitada                                            |
| Márcia Lage           | Império Serrano           | Atitude na linguagem estético visual; releitura criativa do enredo                                                     |
| Renato Lage           | Império Serrano           | Atitude na linguagem estético visual; releitura criativa do enredo                                                     |
| Severo Luzardo        | Arranco                   | Uso da cor: palheta luminosa; bom uso de padronagem e estamparias                                                      |

## Estatísticas

### Prêmios por carnavalesco
Ao todo, dezenove carnavalescos foram premiados nas duas edições do Parangolé. Eduardo Gonçalves e Jorge Caribé foram os únicos carnavalescos premiados duas vezes.

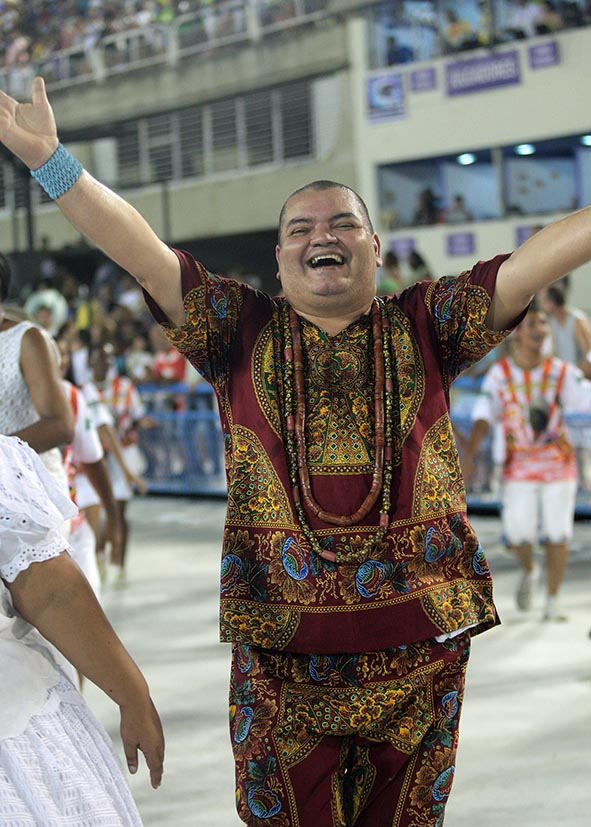
O carnavalesco Jorge Caribé, vencedor de dois Prêmios Parangolé.

| Posição | Escola de samba     | Prêmios | Edições     |
| ------- | ------------------- | ------- | ----------- |
| 1       | Eduardo Gonçalves   | 2       | 2007 e 2008 |
| 1       | Jorge Caribé        | 2       | 2007 e 2008 |
| 2       | André Marins        | 1       | 2007        |
| 2       | Alice Arja          | 1       | 2007        |
| 2       | Edward Moraes       | 1       | 2007        |
| 2       | Fábio Santos        | 1       | 2007        |
| 2       | Ilana Xavier        | 1       | 2007        |
| 2       | Ilvamar Magalhães   | 1       | 2007        |
| 2       | Léo Moraes          | 1       | 2007        |
| 2       | Marcelo Andrade     | 1       | 2007        |
| 2       | Sérgio Silva        | 1       | 2007        |
| 2       | Wagner Gonçalves    | 1       | 2007        |
| 2       | Edson Pereira       | 1       | 2008        |
| 2       | Fábio Ricardo       | 1       | 2008        |
| 2       | Flávio Campello     | 1       | 2008        |
| 2       | Guilherme Alexandre | 1       | 2008        |
| 2       | Márcia Lage         | 1       | 2008        |
| 2       | Renato Lage         | 1       | 2008        |
| 2       | Severo Luzardo      | 1       | 2008        |

### Prêmios por escola
Ao todo, carnavalescos de treze escolas foram premiados. As escolas Arranco, Inocentes de Belford Roxo e Lins Imperial tiveram seus carnavalescos premiados nas duas edições do Parangolé.
| Posição | Escola de samba             | Prêmios | Edições     |
| ------- | --------------------------- | ------- | ----------- |
| 1       | Arranco                     | 2       | 2007 e 2008 |
| 1       | Inocentes de Belford Roxo   | 2       | 2007 e 2008 |
| 1       | Lins Imperial               | 2       | 2007 e 2008 |
| 2       | Paraíso do Tuiuti           | 1       | 2007        |
| 2       | Renascer de Jacarepaguá     | 1       | 2007        |
| 2       | São Clemente                | 1       | 2007        |
| 2       | União da Ilha do Governador | 1       | 2007        |
| 2       | Unidos de Padre Miguel      | 1       | 2007        |
| 2       | Vizinha Faladeira           | 1       | 2007        |
| 2       | Acadêmicos da Rocinha       | 1       | 2008        |
| 2       | Boi da Ilha do Governador   | 1       | 2008        |
| 2       | Império Serrano             | 1       | 2008        |
| 2       | União do Parque Curicica    | 1       | 2008        |